# Beg Beg Beg
Beg Beg Beg è un singolo della rock band svedese H.E.A.T,  che ha anticipato l'uscita del secondo album del gruppo, Freedom Rock del 2010. È stato distribuito esclusivamente in allegato con la rivista musicale Sweden Rock.
Il singolo presenta come lati B le tracce Tonight e Living In a Memory, pubblicate nell'edizione giapponese di Freedom Rock.

## Tracce
1. Beg Beg Beg
2. Tonight
3. Living In a Memory

## Formazione
- Kenny Leckremo - voce
- Eric Rivers - chitarra
- Dave Dalone - chitarra
- Jona Tee - tastiera, clavicembalo
- Jimmy Jay - basso
- Crash - batteria